# María Magdalena de Lorravaquio Muñoz
Sor María Magdalena de Lorravaquio Muñoz (Ciudad de México, Nueva España, 1576 - 19 de enero de 1636) fue una monja criolla jerónima, conocida por haber escrito su autobiografía por orden de sus superiores con el título: Libro en que se contiene la vida de la madre María Magdalena, monja profesa del convento del Señor San jerónimo de la ciudad de México, hija de Domingo de Lorravaquio y de Ysabel Muñoz su legitima mujer, el cual se logró preservar para la posteridad y de esta forma hemos podido conocer la vida de esta monja mística que pasó la mayor parte de su vida de acuerdo a su propio testimonio en cama, debido a las múltiples enfermedades que padecía. El documento es además, una fuente de información acerca de las costumbres y la vida cotidiana de su época. Se le considera una escritora mística como lo fue Santa Teresa de Jesús y una de las pocas escritoras cuya obra se conoce en la Nueva España y además fue precursora de Sor Juana Inés de la Cruz a cuya misma orden religiosa perteneció.